# Michael Jackson: The Ultimate Collection
Michael Jackson: The Ultimate Collection box set je ograničenog-izdanja američkog glazbenika Michaela Jacksona, kojeg 2004. godine objavljuje diskografska kuća Epic.
Box set se sastoji od četiri audio CD-a i jednog DVD-a.

## O albumu
Veliki dio materijala na albumu sastoji se iz Jacksonove najpopularnije karijere, posebno s pet najboljih albuma Off the Wall, Thriller, Bad, Dangerous i HIStory. Neke od zapaženih skladbi su demosnimke Jacksonovih prepoznatljivih skladbi, kao što su "P.Y.T. (Pretty Young Thing)", "Shake Your Body", "Cheater" i originalni demo "We Are the World", uključujući Jacksona kao solistu. Kompilacija također sadrži i osam neobjavljenih skladbi, koje su ranije bile uklonjene s raznih albuma pri određivanju popisa pjesama. Među njima su "Beautiful Girl", "The Way You Love Me" i "We've Had Enough", i sve ih je napisao Jackson.
Skladbu "We've Had Enough", napisao je Jackson kao kritiku za rat u Iraku.

## Rijetkosti
Box set također sadrži skladbe koje su prethodno bile na tržištu:
- Puna verzija skladbe "You Can't Win" je dostupna samo na 12-inčnom singlu.
- "Someone in the Dark", prvi je put objavljena kao skladba iz dva dijela na ograničenom dvostrukom LP izdanju E.T. Storybook, te nanovo na 2001. godine na posebnom izdanju albuma Thriller.
- Verzije ranijih izdanja skladbi "Dangerous" i "Monkey Business", prethodno su bile dostupne samo na rijetkom specijalnom izdanju Dangerous albuma iz 2001. godine.
- Skladba "Someone Put Your Hand Out" 1992. godine objavljena je u Europi kao singl kazeta, za promociju Jackson's Dangerous World turneje.
- Skladba "On the Line" dostupna je na maksi singlu koji je bio u sklopu box seta s VHS izdanjem Ghosts iz 1996. godine.
- DVD sadrži koncert u sklopu u Dangerous turneje u Bukureštu iz 1992. godine, kojeg je prenosila televizijska kuća HBO. Nanovo je objavljen 2005. godine pod nazivom Live in Bucharest: The Dangerous Tour.

## Popis pjesama
The Jackson Five izvode skladbe 1-3 i 7 (na prvom disku). The Jacksons izvode skladbe 8, 11-12, 18-19 (na prvom disku) i skladbu 8 (na drugom disku).
Skladbe koje su označene s oznakom (*), prethodno su neobjavljene.
Disk prvi
1. "I Want You Back" (3:00)
2. "ABC" (2:58)
3. "I'll Be There" (3:58)
4. "Got to Be There" (3:23)
5. "I Wanna Be Where You Are" (2:57)
6. "Ben" (2:45)
7. "Dancing Machine" (singl verzija) (2:37)
8. "Enjoy Yourself" (3:40)
9. "Ease on Down the Road" (Diana Ross) (3:19)
10. "You Can't Win" (iz fima The Wiz) (7:18)
11. "Shake a Body" [Rani demo] (2:09)*
12. "Shake Your Body (Down to the Ground)" (Singl obrada) (3:44)
13. "Don't Stop 'til You Get Enough" (6:04)
14. "Rock with You" (3:39)
15. "Off the Wall" (4:06)
16. "She's out of My Life" (3:38)
17. "Sunset Driver" [Demo] (4:03)*
18. "Lovely One" (4:50)
19. "This Place Hotel" [nazvana "Heartbreak Hotel"] (5:44)

Disk drugi
1. "Wanna Be Startin' Somethin'" (6:03)
2. "The Girl Is Mine" (Paul McCartney) (3:42)
3. "Thriller" (5:58)
4. "Beat It" (4:18)
5. "Billie Jean" (4:53)
6. "P.Y.T. (Pretty Young Thing)" [Demo] (3:46)*
7. "Someone in the Dark" (4:54)
8. "State of Shock" (Mick Jagger) (4:30)
9. "Scared of the Moon" [Demo] (4:41)*
10. "We Are the World" [Demo] (5:20)*
11. "We Are Here to Change the World" (iz filma Captain EO) (2:53)*

Disk treći
1. "Bad" (4:07)
2. "The Way You Make Me Feel" (4:58)
3. "Man in the Mirror" (5:19)
4. "I Just Can't Stop Loving You" (Duet sa Siedahom Garrettom) (4:13)
5. "Dirty Diana" (4:41)
6. "Smooth Criminal" (4:17)
7. "Cheater" [Demo] (5:09)*
8. "Dangerous" [rana verzija] (6:40)*
9. "Monkey Business" (5:45)*
10. "Jam" (5:39)
11. "Remember the Time" (4:00)
12. "Black or White" (4:16)
13. "Who Is It" (VHS miks) (7:57)
14. "Someone Put Your Hand Out" (5:26)

Disk četvrti
1. "You Are Not Alone" (6:01)
2. "Stranger in Moscow" (5:45)
3. "Scream/Childhood|Childhood (Tema iz filma Free Willy 2)" (4:28)
4. "On the Line" (iz filma Get on the Bus) (4:53)
5. "Blood on the Dance Floor" (4:12)
6. "Fall Again" [Demo] (4:22)*
7. "In the Back" (4:31)*
8. "Unbreakable" (6:26)
9. "You Rock My World" (5:09)
10. "Butterflies" (4:39)
11. "Beautiful Girl" [Demo] (4:03)*
12. "The Way You Love Me" (4:30)*
13. "We've Had Enough" (5:45)*

DVD
1. "Jam"
2. "Wanna Be Startin' Somethin'"
3. "Human Nature"
4. "Smooth Criminal"
5. "I Just Can't Stop Loving You"
6. "She's out of My Life"
7. "I Want You Back"/"The Love You Save"
8. "I'll Be There"
9. "Thriller"
10. "Billie Jean"
11. "Workin' Day and Night"
12. "Beat It"
13. "Will You Be There"
14. "Black or White"
15. "Heal the World"
16. "Man in the Mirror"

### Japanska ograničena verzija
Japansko ograničeno izdanje sadrži još pet skladbi: "Blame It on the Boogie", "Human Nature", "Another Part of Me", "Heal the World" i "One More Chance".

## Vanjske poveznice
- Allmusic - Recenzija albuma